# Siegendorf
Siegendorf é um município da Áustria localizado no distrito de Eisenstadt, no estado de Burgenland.